# 沙蜃龙属
沙蜃龙属（学名：Sarabosaurus）是沧龙科的一属，出土自美國猶他州。

## 下属物种
本属包括以下物种：
- Sarabosaurus dahli Polcyn, Bardet, Albright & Titus, 2023[1]